# Басівське городище
Басівське городище — велике скіфське городище, 3-6 ст до н. е., розташоване поблизу с. Басівки, Роменського району Сумської області.

## Історія
Досліджувалось у 1906, 1946—1947, 1957—1959 роках. Басівське городище було центром землеробсько-скотарських племен бас. р. Сули. Городище складалося з житлової частини, розташованої на трьох мисах та напільної ділянки — місця загону для худоби. Всі частини Басівського городища були укріплені ровами та валами. Під час розкопок виявлено залишки наземних жителів, знайдено численні уламки місцевого ліпного та античного привізного посуду, зброю, прикраси тощо.